# Марктхајденфелд
Марктхајденфелд (њем. Marktheidenfeld) град је у њемачкој савезној држави Баварска. Једно је од 40 општинских средишта округа Мајна-Шпесарт. Према процјени из 2010. у граду је живјело 10.894 становника. Посједује регионалну шифру (AGS) 9677157.

## Географски и демографски подаци
Марктхајденфелд се налази у савезној држави Баварска у округу Мајна-Шпесарт. Град се налази на надморској висини од 140–335 метара. Површина општине износи 35,7 km². У самом граду је, према процјени из 2010. године, живјело 10.894 становника. Просјечна густина становништва износи 305 становника/km².

## Међународна сарадња
| Мјесто | Држава    | Врста сарадње | Од    |
| ------ | --------- | ------------- | ----- |
|        | САД       | контакт       | 1979. |
|        | Француска | партнерство   | 1988. |
| Извор  |           |               |       |